# Aston Martin 2-Litre Sports
L'Aston Martin 2-Litre Sports més conegut com a DB1, de 1948, va ser el primer Aston Martin de la saga DB. Aquestes inicials corresponen al nom de David Brown, que va adquirir la companyia a la dècada dels 40.

## Detalls del cotxe
Aquest model va ser presentat l'any 1948 al Saló de l'Automòbil de Londres. Estava basat en l'Atom, un prototip que Aston Martin va dissenyar durant la Segona Guerra Mundial. Duia un motor 1.9 de quatre cilindres en línia que aportava 90 cavalls de potència. El 1948 el DB1 era tan sols un prototip i es va estrenar a la cursa de les 24 Hores de Spa en la que va sortir guanyador. El model exhibit al Saló de l'Automòbil de Londres era conegut com a "Spa Replica". Tot i el seu èxit al circuit, el DB1 no va acabar d'agradar i tot i la seva baixa producció no se'n va vendre cap.
Poc després, David Brown va dirigir la construcció d'un nou model de dues portes anomenat 2-Litre Sports. Equipava el mateix motor que l'"Spa Replica" però la carrosseria era més convencional. El motor del nou model aportava 90 cavalls de potència i era capaç d'arribar fins als 150 km/h. El 1950, es va introduir el DB2 i el 2-Litre Sports va passar a ser el DB1.

### Fitxa tècnica
| Fitxa tècnica    | Aston Martin 2-Litre Sports                       |
| Motor            | 4 cilindres en línia amb 2 vàlvules per cilindre. |
| Cilindrada       | 1.970 centímetres cúbics (2 litres).              |
| Potencia màxima  | 90 CV a 4750 RPM.                                 |
| Parell màxim     | 183 Nm a 3000 RPM.                                |
| Transmissió      | Caixa de canvis manual de 4 velocitats.           |
| Frens            | Frens de tambor Girling hidràulics a les 4 rodes. |
| Velocitat màxima | 150 km/h.                                         |